# Confrontation à l'aérodrome de Safwan
Guerre du Golfe
Batailles
- Bataille des ponts
- Prise du palais Dasman
- Bataille de l'île de Failaka
- Vol British Airways 149

- Opération Bouclier du désert
- Opération Artimon
- Busiris
- Salamandre
- Tempête du désert
- Daguet
- Bataille d'Ad-Dawrah
- Bataille de Khafji
- Bataille au large de Bubiyan
- Bataille de Hafar Al-Batin
- Highway of Death
- Bataille de 73 Easting
- Medina Ridge
- Aérodrome de Jalibah
- Bataille de Norfolk

- Aérodrome de Safwan
- Bataille de Rumaila

La confrontation à l'aérodrome de Safwan est un incident ayant eu lieu le 1er mars 1991 dans le sud de l'Irak peu de temps après la fin de la guerre du Golfe.
Dans la matinée du 1er mars 1991, des M1A1 Abrams et des M2 Bradley du VIIe Corps arrivent à l'aérodrome de Safwan. Les Américains pensent que l'aérodrome est désert mais les hélicoptères Bell OH-58 Kiowa et AH-64 Apache repèrent bientôt une brigade de T-72 irakiens retranchés à l'aérodrome.

## La confrontation
Les Américains ordonnent aux Irakiens d'évacuer les lieux en menaçant d'ouvrir le feu s'ils ne coopèrent pas alors que des Apache survolent leurs positions. Le commandant irakien prend alors contact avec ses supérieurs qui lui donnent l'autorisation de se replier. Les Irakiens quittent le site au crépuscule et les forces de la Coalition s'emparent de l'aérodrome.
Cet incident est le résultat de l'absence de contact direct entre l'État-major américain et les commandants de division présents sur le terrain.

## Conséquences
L'ancienne base de la force aérienne irakienne, située juste au nord de la frontière koweïtienne et à six kilomètres à l'ouest de Safwan, sera peu de temps après abandonnée par les Américains du fait de l'entrée en vigueur du cessez-le-feu, avant d'être réoccupée à la suite du déclenchement de l'opération liberté irakienne en 2003.